# Ommatius obscurus
Ommatius obscurus är en tvåvingeart som beskrevs av White 1918. Ommatius obscurus ingår i släktet Ommatius och familjen rovflugor. Inga underarter finns listade i Catalogue of Life.